# Уокер, Ричард
Ричард Уокер (Richard A. Walker; род. 22 октября 1947) — американский ученый, специалист в области социально-экономической географии, геоурбанист, эксперт по Калифорнии.
Доктор философии (1977), эмерит-профессор Калифорнийского университета в Беркли, где проработал почти 40 лет. Его особо известная работа The Capitalist Imperative: Territory, Technology and Industrial Growth (Blackwell, 1989) — является одной из наиболее цитируемых в области экономической географии.
Окончил Стэнфорд (бакалавр экономии cum laude), где учился в 1965—1969 годах. Степень доктора философии получил в Университете Джонса Хопкинса, где занимался в 1971—1975 годах. С 1975 года ассистент-, с 1982 года ассоциированный, с 1989 года профессор кафедры географии Калифорнийского университета в Беркли, в 1994—1999 годах заведовал кафедрой, ныне эмерит-профессор (в отставке с 2012 года). В 1990-х годах редактировал журнал Antipode. Отмечен Carey McWilliams Award от California Studies Association и Hal Rothman prize от Western History Association.
Автор книг The Conquest of Bread (2004), The Country in the City (2007), The Atlas of California (2013), Pictures of a Gone City: Tech and the Dark Side of Prosperity in the San Francisco Bay Area (2018) {Рецензии: Jason Henderson, Martin Nicolaus}.